# Yul Edochie
Yul Edochie es un actor nigeriano, llamado así por el popular actor ruso Yul Brynner.

## Biografía
Yul Chibuike Daniel Edochie nació el 7 de enero de 1982 en Nigeria. Es del Estado de Anambra, Nigeria, el menor de los seis hijos del actor nigeriano Pete Edochie. Se crio tanto en Lagos como en Enugu. Asistió a la Universidad de Port Harcourt, donde recibió una Licenciatura en Artes Dramáticas.

## Carrera profesional
Edochie se unió a Nollywood en 2005 en su primera película "The Exquires" junto al difunto  Justus Esiri y Enebeli Elebuwa. Obtuvo mayor reconocimiento en 2007 después de aparecer junto a Genevieve Nnaji y Desmond Elliot en la película "Wind Of Glory".

### Academia Yul Edochie
En 2015, abrió una academia de cine en Lagos, como resultado del declive en la calidad y profesionalismo de los próximos actores y actrices nigerianos. Se supone que la academia, como él dijo, capacitará a la próxima generación de actores y actrices Nollywood.

### Política
El 14 de julio de 2017, declaró su intención de postularse para gobernador del Estado de Anambra. Esta declaración se hizo en previsión del proyecto de ley No demasiado joven para correr aprobado por el senado del gobierno federal de Nigeria. Sin embargo, la declaración se hizo oficial el 22 de agosto de 2017, cuando recogió el formulario de nominación del partido político "Congreso de los Pueblos Democráticos" y finalmente fue el abanderado y candidato a gobernador del partido para postularse para gobernador.

## Filmografía
| Año  | Título                   | Rol                | Notas                                                              |
| ---- | ------------------------ | ------------------ | ------------------------------------------------------------------ |
| 2007 | Sleek Ladies             |                    | Junto a Daniella Okeke, Ini Edo, Rita Dominic                      |
| 2007 | Wind of Glory            | Emeka              | Junto a Desmond Elliot, Genevieve Nnaji                            |
| 2008 | Give It Up               |                    | Junto a Mike Ezuruonye, Ini Edo                                    |
| 2008 | Kiss My Pain             | Johnson            | Junto a Mike Ezuruonye, Mercy Johnson                              |
| 2009 | Tears of Hope            |                    | Junto a Ngozi Ezeonu, Olu Jacobs, Mercy Johnson                    |
| 2009 | My Loving Heart          |                    | Junto a Stella Damasus-Aboderin                                    |
| 2010 | Unstoppable              | Chris              |                                                                    |
| 2011 | Sarafina                 | Owen               | Junto a Rita Dominic, Halima Abubakar                              |
| 2011 | Pleasure and Crime       | Johnson            |                                                                    |
| 2012 | Zone 9                   |                    | Junto a Nkem Owoh, Annie Macaulay–Idibia                           |
| 2012 | Bridge of Contract       |                    | Junto a Patience Ozokwor, Chika Ike, Chacha Eke                    |
| 2012 | The End is Near          |                    | Junto a Patience Ozokwor, Chika Ike, Chacha Eke                    |
| 2012 | Against The Law          | Anthony            | Junto a Olu Jacobs, Van Vicker                                     |
| 2013 | Eye Of The Eagle         |                    |                                                                    |
| 2013 | Death Certificate        |                    | Junto a Stephanie Okereke                                          |
| 2013 | The Jezebels             |                    | Junto a Tonto Dikeh                                                |
| 2013 | Blind Choice             |                    | Junto a Oge Okoye                                                  |
| 2013 | Money Kingdom            |                    | Junto a Clem Ohameze Pete Edochie                                  |
| 2013 | Agony Of A Princess      |                    | Junto a Chioma Chukwuka                                            |
| 2013 | Restless Soul            |                    | Junto a Chika Ike                                                  |
| 2014 | The Mirror               |                    | Film Director Teco Benson Starring Kate Henshaw                    |
| 2014 | Chioma The Weeping Queen | Prince Chukwuemeka |                                                                    |
| 2014 | Apostles Of Lucifer      |                    | Junto a Ini Edo                                                    |
| 2014 | Python Queen             | Prince Oma         | Junto a Patience Ozokwor, Nuella Njubigbo                          |
| 2015 | Dooshima                 |                    | Film Director: Yul Edochie Starring Mike Ezuruonye                 |
| 2015 | Ojuju Calabar            |                    | Junto a Belinda Effah, Ebube Nwagbo                                |
| 2015 | Royal Maid               | Prince Izozo       | Junto a Eucharia Anunobi                                           |
| 2015 | Compound Fools           |                    | Junto a Funke Akindele                                             |
| 2015 | Dowry Man                | Uche               | Film Director: Desmond Elliot. Starring Monalisa Chinda, Iyabo Ojo |
| 2017 | The Affectionate Wife    |                    | Junto a Queen Nwokoye                                              |
| 2017 | Passion of a Prince      |                    | Junto a Chiwetalu Agu                                              |
| 2017 | Mysterious Family        |                    |                                                                    |
| 2017 | ATM Machine              | Nichodemu          | Junto a Nkechi Nweje, Destiny Etiko, Jerry Williams                |
| ???? | Royal Choice             |                    | Junto a Joyce Kalu,                                                |
| 2018 | The Billionaires         | Eze Kwe Eche       | Junto a Osita Iheme                                                |
| 2018 | Moms at War              |                    | Junto a Omoni Oboli, Funke Akindele                                |

### Televisión
- The Palace (Soap Opera).[19]
- Royal Castle (Soap Opera).
- Tinsel (Soap Opera)

## Premios y nominaciones
| Año  | Premio                           | Categoría                       | Resultado | Notas | Ref    |
| ---- | -------------------------------- | ------------------------------- | --------- | ----- | ------ |
| 2009 | City People Entertainment Awards | Mejor actor del año (en inglés) | Ganador   |       |        |
| 2012 | 2012 Nollywood Movies Awards     | Mejor actor de reparto          | Nominado  |       | [ 20 ] |
| 2013 | City People Entertainment Awards | Mejor actor del año (en inglés) | Ganador   |       |        |
| 2013 | Pamsaa Awards                    | Mejor Actor                     | Ganador   |       | [ 21 ] |
| 2014 | 2014 Nollywood Movies Awards     | Mejor protagonista masculino    | Nominado  |       | [ 22 ] |
| 2015 | Afrifimo Awards                  | Mejor Actor                     | Nominado  |       | [ 23 ] |
| 2021 | Net Honours                      | Actor más buscado               | Nominado  |       | [ 24 ] |